# Supercopa de España femenina 2020
La Supercopa de España femenina 2019-20 fue la I edición del torneo, disputándose en formato de final four. Dicha edición se disputó en el Estadio Helmántico de Salamanca entre el 5 y el 9 de febrero de 2020. En la final se impuso el Fútbol Club Barcelona frente a la Real Sociedad de Fútbol por un marcador de 10 a 1.
Si bien se identificó en los medios como la primera edición del torneo, entre 1997 y 2000 se jugaron cuatro ediciones de la Supercopa entre los ganadores de la Liga y la Copa de la Reina, con San Vicente C. F. F. ganando su primera edición, C. A. Málaga la segunda, Eibartarrak F. T. logrando la tercera edición y Levante U. D. (después de absorber a San Vicente) ganando la última. A fecha de 2020 la Real Federación Española de Fútbol no se ha pronunciado sobre la oficialidad de dichas ediciones, pese a que fueron organizadas por el estamento, por lo que sí debieran ser contabilizadas como oficiales. Pese a ello, la ambigüedad suscitada al referirse a la edición de 2020 como “la primera” pudo en duda esas ediciones anteriores. En este caso, la edición de 2020 es la 5.ª edición del torneo.

## Desarrollo

### Participantes
| Participantes           |                                                                                       |
| Club                    | Condición                                                                             |
| Real Sociedad de Fútbol | (C) Vigente campeón de la Copa.                                                       |
| Club Atlético de Madrid | (F) finalista de la copa y vigente campeón de la Primera División.                    |
| Fútbol Club Barcelona   | (M1) Mejor clasificado de la Liga sin presencia en final de Copa (segundo puesto).    |
| Levante Unión Deportiva | (M2) 2.º mejor clasificado de la Liga sin presencia en final de Copa (tercer puesto). |

## Eliminatorias
En la primera semifinal del 5 de febrero entre la Real Sociedad de Fútbol —vigente campeón del campeonato de Copa—, y el Levante Unión Deportiva el partido tuvo su punto de inflexión a los quince minutos cuando la levantinista Banini a punto estuvo de anotar con un lanzamiento que pegó en el poste de la meta rival y, acto seguido, las realistas lograban el gol a la postre definitivo tras un tiro cruzado de Leire Baños.
El equipo valenciano dispuso de varias ocasiones para lograr el empate antes del descanso, mientras que la más clara fue tras la reanudación cuando anularon por fuera de juego un tanto de Alba Redondo. Pese a los últimos intentos al final del encuentro las guipuzcoanas aguantaron el resultado para alcanzar la primera final de la historia de la competición.
|  | Semifinales        | Semifinales        | Semifinales      |                |               | Final         | Final        | Final        |  |
|  | 5 y 6 de febrero   | 5 y 6 de febrero   | 5 y 6 de febrero |                |               | 9 de febrero  | 9 de febrero | 9 de febrero |  |
|  |                    |                    |                  |                |               |               |              |              |  |
|  |                    |                    |                  |                |               |               |              |              |  |
|  | Real Sociedad      | Real Sociedad      | 1                |                |               |               |              |              |  |
|  | Real Sociedad      | Real Sociedad      | 1                |                |               |               |              |              |  |
|  | Levante U.D.       | Levante U.D.       | 0                |                |               |               |              |              |  |
|  | Levante U.D.       | Levante U.D.       | 0                |                | Real Sociedad | Real Sociedad | 1            |              |  |
|  |                    |                    |                  |                | Real Sociedad | Real Sociedad | 1            |              |  |
|  |                    |                    | F.C. Barcelona   | F.C. Barcelona | 10            |               |              |              |  |
|  | Atlético de Madrid | Atlético de Madrid | F.C. Barcelona   | F.C. Barcelona | 10            | 2             |              |              |  |
|  | Atlético de Madrid | Atlético de Madrid |                  |                |               | 2             |              |              |  |
|  | F.C. Barcelona     | F.C. Barcelona     | 3                |                |               |               |              |              |  |
|  | F.C. Barcelona     | F.C. Barcelona     | 3                |                |               |               |              |              |  |
|  |                    |                    |                  |                |               |               |              |              |  |

### Semifinales
| 5 de febrero de 2020, 20:00 HEC; | Real Sociedad   | 1 - 0   | Levante U. D. | Estadio Helmántico, Salamanca                             |                                                           |
|                                  | Leire Baños 16' | Reporte |               | Asistencia: 3.244 espectadores Árbitro(s): Acevedo Dudley | Asistencia: 3.244 espectadores Árbitro(s): Acevedo Dudley |

| Uniformes | Uniformes |
| --------- | --------- |
|           |           |

| 6 de febrero de 2020, 20:00 HEC; | Atlético de Madrid       | 2 - 3   | F. C. Barcelona                         | Estadio Helmántico, Salamanca                               |                                                             |
|                                  | - Duggan 4' - Corral 62' | Reporte | - 12' Patri - 28' Martens - 43' Oshoala | Asistencia: 7.077 espectadores Árbitro(s): Martínez Madrona | Asistencia: 7.077 espectadores Árbitro(s): Martínez Madrona |

| Uniformes | Uniformes |
| --------- | --------- |
|           |           |

## Final
| 1     | POR   | Mariasun Quiñones  |     |
| 14    | DEF   | Leire Baños        | 64' |
| 11    | DEF   | Marta Cardona      |     |
| 6     | DEF   | Ane Etxezarreta    |     |
| 7     | DEF   | Nahikari García    | 60' |
| 2     | MED   | Iraia Iparraguirre |     |
| 17    | MED   | Bárbara Latorre    | 23' |
| 19    | MED   | Núria Mendoza      |     |
| 18    | DEL   | Lucía Rodríguez    |     |
| 3     | DEL   | Ana Tejada         |     |
| 8     | DEL   | Itxaso Uriarte     | 46' |
| D. T. | D. T. | Gonzalo Arconada   |     |

| 1     | POR   | Sandra Paños      |     |
| 9     | DEF   | Mariona Caldentey | 57' |
| 12    | DEF   | Patri Guijarro    | 57' |
| 16    | DEF   | Caroline Hansen   | 57' |
| 4     | MED   | Mapi León         |     |
| 22    | MED   | Lieke Martens     |     |
| 20    | DEL   | Asisat Oshoala    |     |
| 15    | DEL   | Leila Ouahabi     | 27' |
| 17    | DEL   | Andrea Pereira    |     |
| 11    | DEL   | Alexia Putellas   |     |
| 8     | DEL   | Marta Torrejón    |     |
| D. T. | D. T. | Lluís Cortés      |     |

| 10 | MED | Nerea Eizagirre | 23' |
| 5  | DEF | Maddi Torre     | 46' |
| 12 | DEL | Manuela Lareo   | 60' |
| 4  | MED | Sara Olaizola   | 64' |

| 18 | DEF | Ana-Maria Crnogorčević | 27' |
| 19 | DEL | Candela Andújar        | 57' |
| 14 | MED | Aitana Bonmatí         | 57' |
| 6  | MED | Vicky Losada           | 57' |

| 63' | Manuela Lareo | 1–8 |

| 5' · 7' · 33' · 35' · 37' · 44' · 51' · 56' · 75' · 78' | Marta Torrejón Alexia Putellas Marta Torrejón Asisat Oshoala Caroline Hansen Alexia Putellas Asisat Oshoala Marta Torrejón Candela Andújar Marta Torrejón | 0–1 0–2 0–3 0–4 0–5 0–6 0–7 0–8 1–9 1–10 |

| 80' | Lucía Rodríguez |

| Principal  | Huerta de Aza      |
| Asistentes | Fernández González |
|            | Fernández Pérez    |
| Cuarto     | González González  |

|  |                    |     |     |
|  | Tiros              | 5   | 6   |
|  | Tiros a puerta     | 3   | 2   |
|  | Faltas             | 3   | 2   |
|  | Saques de esquina  | 2   | 7   |
|  | Fueras de juego    | 1   | 1   |
|  | Posesión del balón | 37% | 63% |

| 1     | POR   | Mariasun Quiñones  |     |
| 14    | DEF   | Leire Baños        | 64' |
| 11    | DEF   | Marta Cardona      |     |
| 6     | DEF   | Ane Etxezarreta    |     |
| 7     | DEF   | Nahikari García    | 60' |
| 2     | MED   | Iraia Iparraguirre |     |
| 17    | MED   | Bárbara Latorre    | 23' |
| 19    | MED   | Núria Mendoza      |     |
| 18    | DEL   | Lucía Rodríguez    |     |
| 3     | DEL   | Ana Tejada         |     |
| 8     | DEL   | Itxaso Uriarte     | 46' |
| D. T. | D. T. | Gonzalo Arconada   |     |

| 1     | POR   | Sandra Paños      |     |
| 9     | DEF   | Mariona Caldentey | 57' |
| 12    | DEF   | Patri Guijarro    | 57' |
| 16    | DEF   | Caroline Hansen   | 57' |
| 4     | MED   | Mapi León         |     |
| 22    | MED   | Lieke Martens     |     |
| 20    | DEL   | Asisat Oshoala    |     |
| 15    | DEL   | Leila Ouahabi     | 27' |
| 17    | DEL   | Andrea Pereira    |     |
| 11    | DEL   | Alexia Putellas   |     |
| 8     | DEL   | Marta Torrejón    |     |
| D. T. | D. T. | Lluís Cortés      |     |

| 10 | MED | Nerea Eizagirre | 23' |
| 5  | DEF | Maddi Torre     | 46' |
| 12 | DEL | Manuela Lareo   | 60' |
| 4  | MED | Sara Olaizola   | 64' |

| 18 | DEF | Ana-Maria Crnogorčević | 27' |
| 19 | DEL | Candela Andújar        | 57' |
| 14 | MED | Aitana Bonmatí         | 57' |
| 6  | MED | Vicky Losada           | 57' |

| 63' | Manuela Lareo | 1–8 |

| 5' · 7' · 33' · 35' · 37' · 44' · 51' · 56' · 75' · 78' | Marta Torrejón Alexia Putellas Marta Torrejón Asisat Oshoala Caroline Hansen Alexia Putellas Asisat Oshoala Marta Torrejón Candela Andújar Marta Torrejón | 0–1 0–2 0–3 0–4 0–5 0–6 0–7 0–8 1–9 1–10 |

| 80' | Lucía Rodríguez |

| Principal  | Huerta de Aza      |
| Asistentes | Fernández González |
|            | Fernández Pérez    |
| Cuarto     | González González  |

|  |                    |     |     |
|  | Tiros              | 5   | 6   |
|  | Tiros a puerta     | 3   | 2   |
|  | Faltas             | 3   | 2   |
|  | Saques de esquina  | 2   | 7   |
|  | Fueras de juego    | 1   | 1   |
|  | Posesión del balón | 37% | 63% |

| 1     | POR   | Mariasun Quiñones  |     |
| 14    | DEF   | Leire Baños        | 64' |
| 11    | DEF   | Marta Cardona      |     |
| 6     | DEF   | Ane Etxezarreta    |     |
| 7     | DEF   | Nahikari García    | 60' |
| 2     | MED   | Iraia Iparraguirre |     |
| 17    | MED   | Bárbara Latorre    | 23' |
| 19    | MED   | Núria Mendoza      |     |
| 18    | DEL   | Lucía Rodríguez    |     |
| 3     | DEL   | Ana Tejada         |     |
| 8     | DEL   | Itxaso Uriarte     | 46' |
| D. T. | D. T. | Gonzalo Arconada   |     |

| 1     | POR   | Sandra Paños      |     |
| 9     | DEF   | Mariona Caldentey | 57' |
| 12    | DEF   | Patri Guijarro    | 57' |
| 16    | DEF   | Caroline Hansen   | 57' |
| 4     | MED   | Mapi León         |     |
| 22    | MED   | Lieke Martens     |     |
| 20    | DEL   | Asisat Oshoala    |     |
| 15    | DEL   | Leila Ouahabi     | 27' |
| 17    | DEL   | Andrea Pereira    |     |
| 11    | DEL   | Alexia Putellas   |     |
| 8     | DEL   | Marta Torrejón    |     |
| D. T. | D. T. | Lluís Cortés      |     |

| 10 | MED | Nerea Eizagirre | 23' |
| 5  | DEF | Maddi Torre     | 46' |
| 12 | DEL | Manuela Lareo   | 60' |
| 4  | MED | Sara Olaizola   | 64' |

| 18 | DEF | Ana-Maria Crnogorčević | 27' |
| 19 | DEL | Candela Andújar        | 57' |
| 14 | MED | Aitana Bonmatí         | 57' |
| 6  | MED | Vicky Losada           | 57' |

| 63' | Manuela Lareo | 1–8 |

| 5' · 7' · 33' · 35' · 37' · 44' · 51' · 56' · 75' · 78' | Marta Torrejón Alexia Putellas Marta Torrejón Asisat Oshoala Caroline Hansen Alexia Putellas Asisat Oshoala Marta Torrejón Candela Andújar Marta Torrejón | 0–1 0–2 0–3 0–4 0–5 0–6 0–7 0–8 1–9 1–10 |

| 80' | Lucía Rodríguez |

| Principal  | Huerta de Aza      |
| Asistentes | Fernández González |
|            | Fernández Pérez    |
| Cuarto     | González González  |

|  |                    |     |     |
|  | Tiros              | 5   | 6   |
|  | Tiros a puerta     | 3   | 2   |
|  | Faltas             | 3   | 2   |
|  | Saques de esquina  | 2   | 7   |
|  | Fueras de juego    | 1   | 1   |
|  | Posesión del balón | 37% | 63% |

| 1     | POR   | Mariasun Quiñones  |     |
| 14    | DEF   | Leire Baños        | 64' |
| 11    | DEF   | Marta Cardona      |     |
| 6     | DEF   | Ane Etxezarreta    |     |
| 7     | DEF   | Nahikari García    | 60' |
| 2     | MED   | Iraia Iparraguirre |     |
| 17    | MED   | Bárbara Latorre    | 23' |
| 19    | MED   | Núria Mendoza      |     |
| 18    | DEL   | Lucía Rodríguez    |     |
| 3     | DEL   | Ana Tejada         |     |
| 8     | DEL   | Itxaso Uriarte     | 46' |
| D. T. | D. T. | Gonzalo Arconada   |     |

| 1     | POR   | Sandra Paños      |     |
| 9     | DEF   | Mariona Caldentey | 57' |
| 12    | DEF   | Patri Guijarro    | 57' |
| 16    | DEF   | Caroline Hansen   | 57' |
| 4     | MED   | Mapi León         |     |
| 22    | MED   | Lieke Martens     |     |
| 20    | DEL   | Asisat Oshoala    |     |
| 15    | DEL   | Leila Ouahabi     | 27' |
| 17    | DEL   | Andrea Pereira    |     |
| 11    | DEL   | Alexia Putellas   |     |
| 8     | DEL   | Marta Torrejón    |     |
| D. T. | D. T. | Lluís Cortés      |     |

| 10 | MED | Nerea Eizagirre | 23' |
| 5  | DEF | Maddi Torre     | 46' |
| 12 | DEL | Manuela Lareo   | 60' |
| 4  | MED | Sara Olaizola   | 64' |

| 18 | DEF | Ana-Maria Crnogorčević | 27' |
| 19 | DEL | Candela Andújar        | 57' |
| 14 | MED | Aitana Bonmatí         | 57' |
| 6  | MED | Vicky Losada           | 57' |

| 63' | Manuela Lareo | 1–8 |

| 5' · 7' · 33' · 35' · 37' · 44' · 51' · 56' · 75' · 78' | Marta Torrejón Alexia Putellas Marta Torrejón Asisat Oshoala Caroline Hansen Alexia Putellas Asisat Oshoala Marta Torrejón Candela Andújar Marta Torrejón | 0–1 0–2 0–3 0–4 0–5 0–6 0–7 0–8 1–9 1–10 |

| 80' | Lucía Rodríguez |

| Principal  | Huerta de Aza      |
| Asistentes | Fernández González |
|            | Fernández Pérez    |
| Cuarto     | González González  |

|  |                    |     |     |
|  | Tiros              | 5   | 6   |
|  | Tiros a puerta     | 3   | 2   |
|  | Faltas             | 3   | 2   |
|  | Saques de esquina  | 2   | 7   |
|  | Fueras de juego    | 1   | 1   |
|  | Posesión del balón | 37% | 63% |

| Campeón Supercopa de España femenina 2024 |
| ----------------------------------------- |
| F. C. Barcelona 1° título                 |

## Estadísticas

### Clasificación general
| Pos. | Club               | Pts. | PJ | PG | PE | PP | GF | GC | Dif | Rend. |
| ---- | ------------------ | ---- | -- | -- | -- | -- | -- | -- | --- | ----- |
| 1    | F. C. Barcelona    | 6    | 2  | 2  | 0  | 0  | 13 | 3  | +10 | 100%  |
| 2    | Real Sociedad      | 3    | 2  | 1  | 0  | 1  | 2  | 10 | -8  | 50%   |
| 3    | Atlético de Madrid | 0    | 1  | 0  | 0  | 1  | 2  | 3  | –1  | 0%    |
| 4    | Levante U. D.      | 0    | 1  | 0  | 0  | 1  | 0  | 1  | –1  | 0%    |

### Goleadoras
| Pos. | Jugadora               | Club               | Goles |
| ---- | ---------------------- | ------------------ | ----- |
| 1    | Marta Torrejón         | F. C. Barcelona    | 4     |
| 2    | Asisat Oshoala         | F. C. Barcelona    | 3     |
| 3    | Alexia Putellas        | F. C. Barcelona    | 2     |
| 4    | Toni Duggan            | Atlético de Madrid | 1     |
| =    | Charlyn Corral         | Atlético de Madrid | 1     |
| =    | Patri Guijarro         | F. C. Barcelona    | 1     |
| =    | Lieke Martens          | F. C. Barcelona    | 1     |
| =    | Caroline Graham Hansen | F. C. Barcelona    | 1     |
| =    | Candela Andújar        | F. C. Barcelona    | 1     |
| =    | Leire Baños            | Real Sociedad      | 1     |
| =    | Manuela Lareo          | Real Sociedad      | 1     |